# Amedeo Moscati
Amedeo Moscati (Salerno, 25 giugno 1876 – Pontecagnano Faiano, 2 novembre 1970) è stato un avvocato e politico italiano.

## Biografia
Era figlio di Filippo, patriota salernitano, antesignano delle riforme agrarie nella piana del Picentino, e amministratore cittadino, del gruppo ostile al Nicotera e legato a Matteo Luciani. 
Alunno nel Convitto Militare annesso al Liceo Tasso, ove nello scorcio del secolo scorso insegnarono ottimi maestri, Amedeo Moscati si laureò poi in legge, nell’Università di Napoli, con una tesi sulle Guarentigie parlamentari, e conseguì posteriormente un diploma in scienze politiche e diplomatiche.
Dopo avere iniziato la professione legale nel ramo penale allo studio di un maestro quale Francesco Spirito, cui lo legarono sempre — anche nel campo politico — vincoli di devozione affettuosa, si specializzò posteriormente in cause elettorali e di giustizia amministrativa. Frattanto, costretto, per la precoce morte del padre, ad occuparsi dell’azienda agraria familiare, cominciò ad interessarsi attivamente alla vita amministrativa della zona in cui svolgeva la sua principale attività, quella di agricoltore: membro della Commissione Censuaria provinciale, vice Pretore onorario a Montecorvino Rovella, consigliere comunale a Montecorvino Pugliano sin dal 1905, ebbe anche incarichi di vario genere (fu, fra l’altro, commissario prefettizio a Pisciotta e a Vibonati) che lo avvicinarono alla realtà sociale dell’intera provincia.
Si adoperò per la costituzione in comune autonomo dei centri di Pontecagnano e Faiano, di cui divenne — dopo il giugno 1911 — il primo sindaco. Consigliere provinciale dal 1912 per il mandamento di Montecorvino Rovella, svolse durante la prima guerra mondiale le importanti funzioni di Commissario agricolo per la provincia.
Rieletto consigliere provinciale nel 1920, divenne deputato provinciale nel 1922 e fu, nel 1923-25, l’ultimo presidente dell’Amministrazione Provinciale di Salerno, prima dello scioglimento degli organi collegiali elettivi da parte del fascismo.
Al di fuori di ogni organizzazione politica nel periodo posteriore, continuò a dare il contributo della sua esperienza a organismi di carattere economico e agrario (Cattedra ambulante di agricoltura, di cui fu per lunghi anni presidente, Federazione salernitana dei consorzi agrari, Consorzi di irrigazione, di bonifica e Camera di commercio).
Nel 1926 fu eletto presidente della Reale Società Economica - carica che detenne fino a 90 anni dopo un quarantennio - e ridiede prestigio alla vita della secolare Società pubblicando nel 1935 un’opera di vivo interesse e ancora consultata con utilità, quale La Provincia di Salerno vista dalla Società Economica, e prodigandosi poi nella preparazione de II Picentino, periodico della Società stessa, ove egli pubblicò -anonimi o firmati – molti scritti, nonché varie pagine di ricordi e profili di uomini del passato (Raffaele De Cesare, Francesco Spirito, il duca d’Eboli).
Nel secondo dopoguerra, quando l’Italia era ancora divisa, egli ricostruì su basi democratiche, l’Associazione degli agricoltori della provincia, ne pubblicò e diresse il Bollettino a stampa, dando mano poi – appena liberata Roma - alla creazione della Confederazione degli agricoltori, di cui fu uno dei cinque rappresentanti nella Consulta nazionale del Regno nel periodo 1944-45, partecipando nelle Commissioni e nell’Aula di Montecitorio a dibattiti economico-politici.
Presidente provinciale del Partito Liberale Italiano a Salerno dal 1945 al 1948, poi presidente onorario, ha per lungo tempo fatto parte del Consiglio Nazionale del Partito.
Nel campo giornalistico e culturale, Amedeo Moscati partecipò giovanissimo, nello scorcio del XIX secolo, alle lotte ideologiche contro Crispi e per un rilancio del liberalismo, e pubblicò numerosi articoli politici e storici nella Idea liberale di Giovanni Alfonso Borelli, dando vita altresì a periodici locali nel salernitano, dalla Luce al Capoluogo.
Dedicatosi nella tarda maturità a ricerche storiche, oltre a vari saggi rievocativi su Matteo Luciani, su Michele Pironti, su Matteo Mazziotti, su Giacomo Budetti, su Giovanni Cuomo, e al già ricordato volume su Salerno e i Salernitani dell’ultimo’800, ha pubblicato sette volumi sui Ministri d’Italia, dal Piemonte costituzionale alla fine del periodo Depretis, che hanno avuto largo successo di critica, meritando tra l’altro ampie recensioni elogiative da parte di insigni studiosi, quali, tra gli altri, Luigi Einaudi, Arturo Carlo Jemolo e Luigi Salvatorelli.
Amedeo Moscati è stato inoltre per lunghi anni Presidente del Comitato Napoletano di Storia del Risorgimento, ed è stato un fervido stimolatore d’indagini in tale settore di studi. Si deve a lui, tra l’altro, l’organizzazione, nel i960, a Napoli del Congresso per il Centenario dell’Unificazione.